# Eunotus antshar
Eunotus antshar is een vliesvleugelig insect uit de familie Pteromalidae. De wetenschappelijke naam is voor het eerst geldig gepubliceerd in 1954 door Nikol'skaya.